# Kirche Kosel

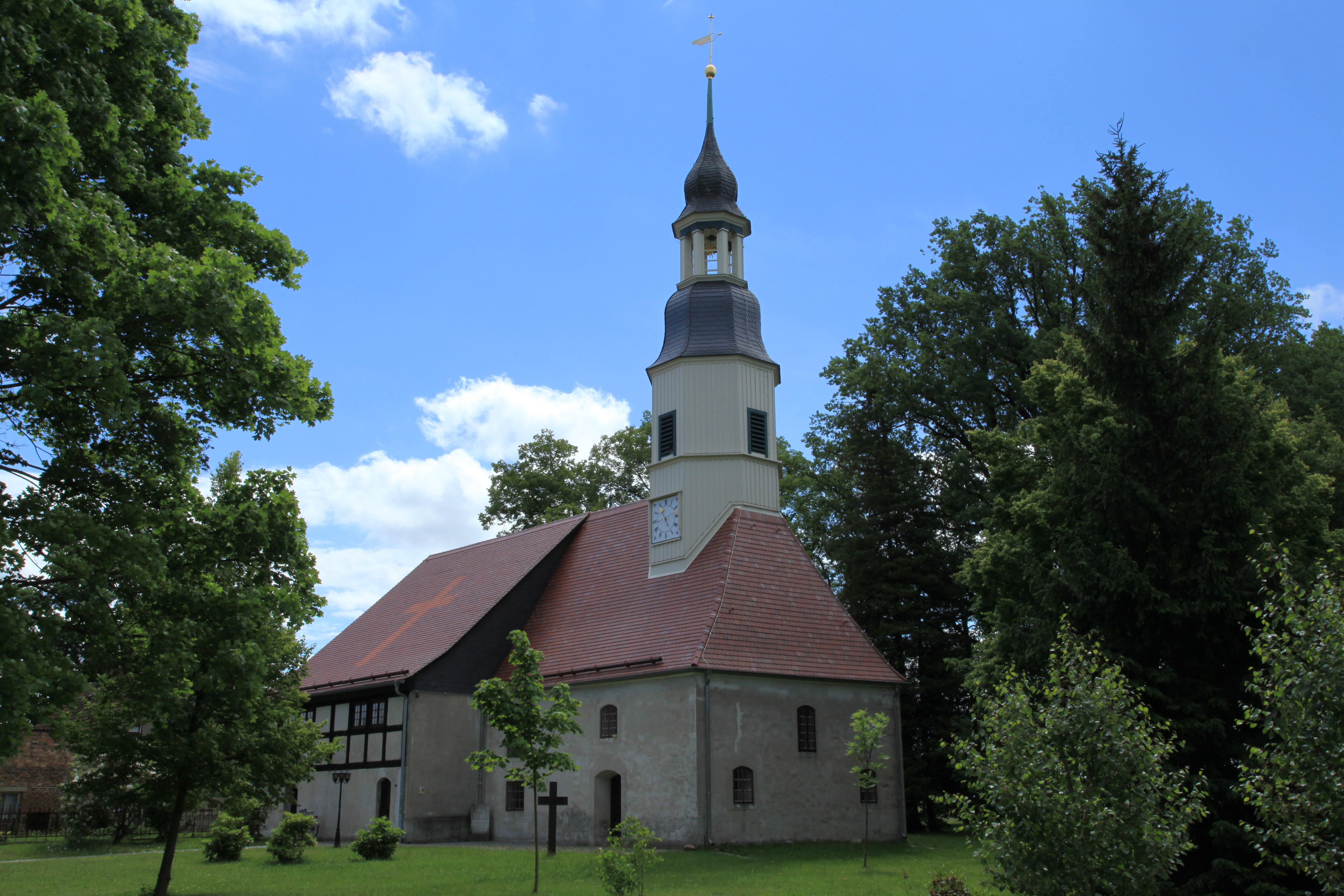
Kirche Kosel (2012)

Die Kirche Kosel (früher auch Kirche Niederkosel, Kirche Nieder Kosel und Kirche Nieder Cosel) ist das Kirchengebäude im Ortsteil Kosel der Stadt Niesky im Landkreis Görlitz in der sächsischen Oberlausitz. Es gehört der Kirchengemeinde Kosel im Kirchenkreis Schlesische Oberlausitz, der Teil der Evangelischen Kirche Berlin-Brandenburg-schlesische Oberlausitz ist. Die Kirche steht unter Denkmalschutz.

## Geschichte und Architektur
In der Kopie der Meißner Bistumsmatrikel von 1495 ist Kosel bereits als Kirchdorf verzeichnet. Die erste Kirche war eine Schrotholzkirche, deren Kirchenschiff im Jahr 1550 um einen Erweiterungsbau aus Fachwerk ergänzt wurde. Der östliche Teil der Kirche wurde im Jahr 1648 saniert. In der Zeit zwischen 1696 und 1717 wurde der Schrotholzteil der Kirche abgerissen und durch einen Neubau ersetzt, der 1778 mit einem Dachturm bekrönt wurde. Des Weiteren ließ die Patronatsfamilie von Schönberg die Logen einbauen. Im Jahr 1874 erfolgte eine Erweiterung des Altarraums. 1913 sowie zwischen 1953 und 1956 wurde die Koseler Kirche umfangreicheren Sanierungsarbeiten unterzogen, bei letzterer wurden mehrere Außenanbauten entfernt. Eine weitere Restaurierung erfolgte zwischen 1992 und 1994. Zuletzt wurden 2012 das Dach und der Turm und 2014 die Innenausmalung erneuert.

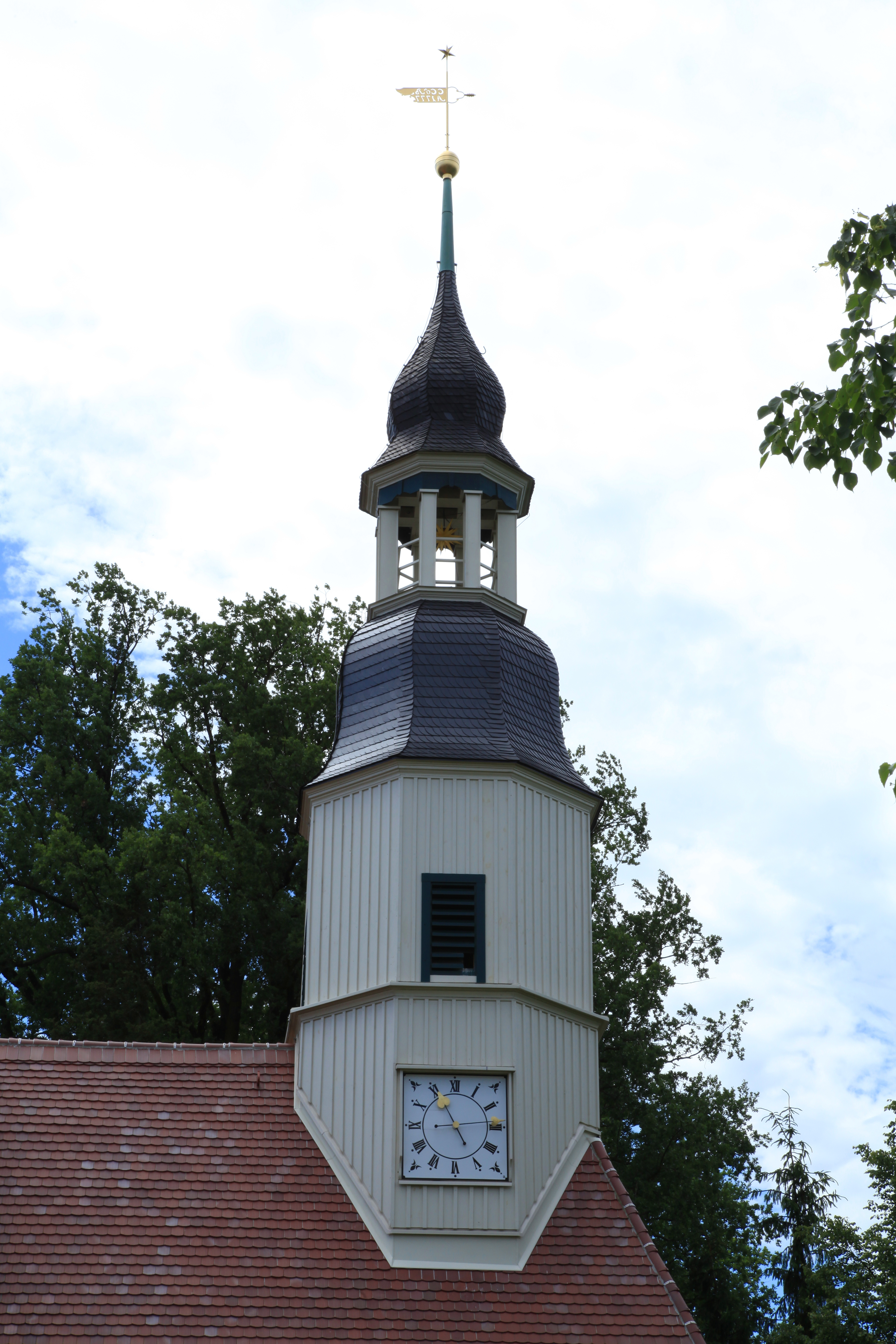
Der Dachturm

Die Kirche ist ein teilweise verputzter Fachwerkbau mit Logenanbauten an der Nordseite. Der Ostteil der Kirche hat ein Satteldach und der schmalere Westteil ein Walmdach, auf dessen Ende ein verbretterter achteckiger Dachturm sitzt. Der Turm hat Klangarkaden zu vier Seiten, Turmuhren an der Nord- und Südseite und wird durch eine Haube mit Laterne abgeschlossen. Die Fenster und die Portale sind flachbogig ausgeführt. Der Innenraum ist flachgedeckt und der Altarraum tonnengewölbt, an der Nordseite befindet sich unter der Loge eine Sakristei. Die dreiseitige, eingeschossige Empore ist an den Ecken abgeschrägt.

## Ausstattung
In der Kirche steht ein Altar aus dem 18. Jahrhundert, der 1820 zu einem Kanzelaltar umgebaut wurde. In der Predella ist ein Gemälde des Abendmahls Jesu dargestellt, im Mittelbild die Kreuzigung und im Auszug befindet sich ein Gemälde des Salvator mundi. Bei der Kirchenrenovierung 1956 wurde die ursprüngliche Gestalt des Altars wiederhergestellt, bei einer erneuten Sanierung im Jahr 2015 wurde der Altar neu gefasst. Die Taufschale aus Messing stammt aus dem 16. Jahrhundert.
Der Orgelprospekt wurde 1703 von einem ortsansässigen Tischler angefertigt. 1830 wurde die Orgel erstmals erneuert, seit 1914 befindet sich in dem Prospekt das bis heute erhaltene zweimanualige Instrument, das im Jahr 2020 von der Orgelbaufirma Hermann Eule Orgelbau aus Bautzen generalüberholt wurde. Auf einer hölzernen Platte in einem Raum hinter der Orgel wird den im Deutsch-Französischen Krieg gefallenen Soldaten aus Kosel gedacht.

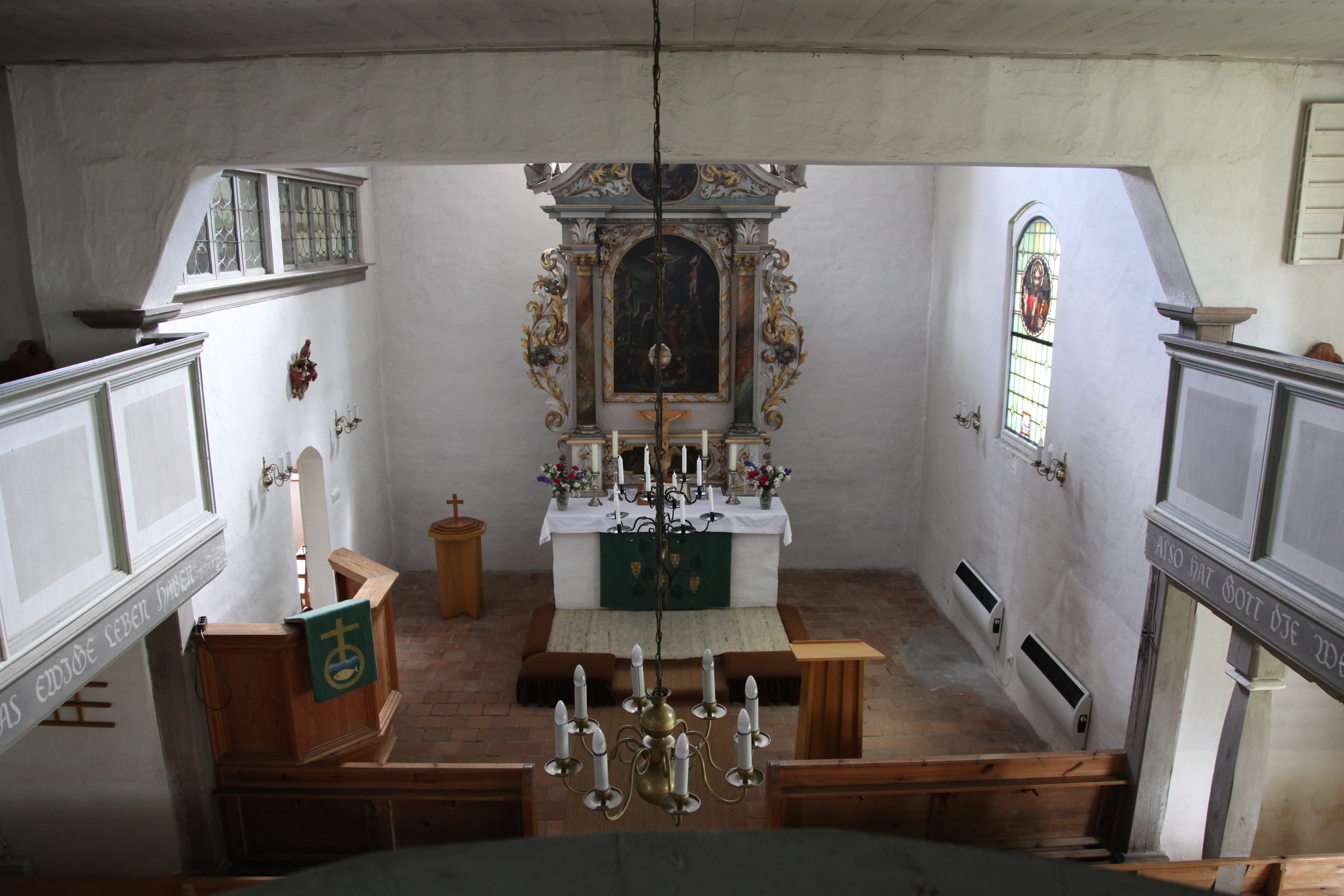
Blick von der Empore in den Altarraum
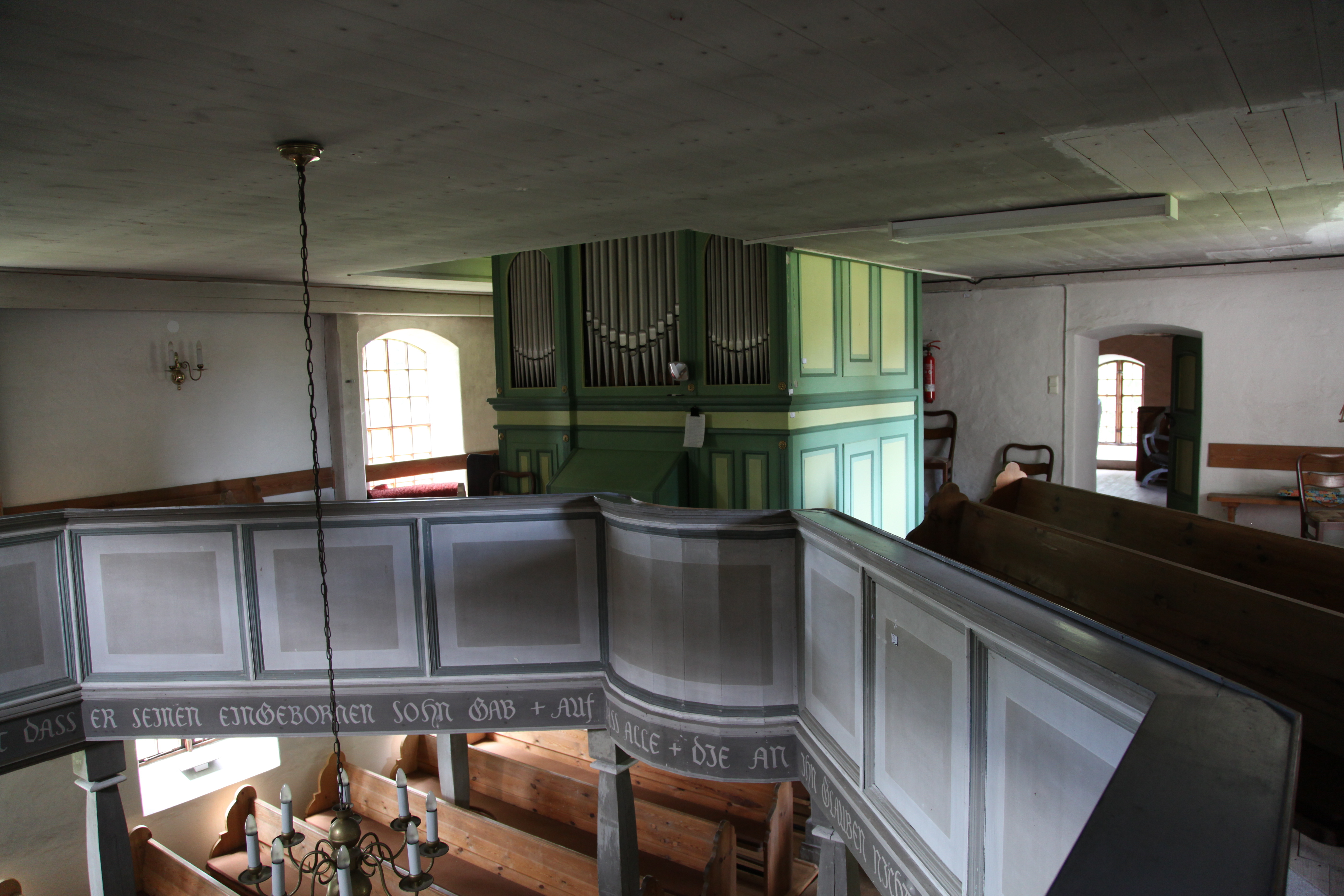
Die Orgel auf der Westempore
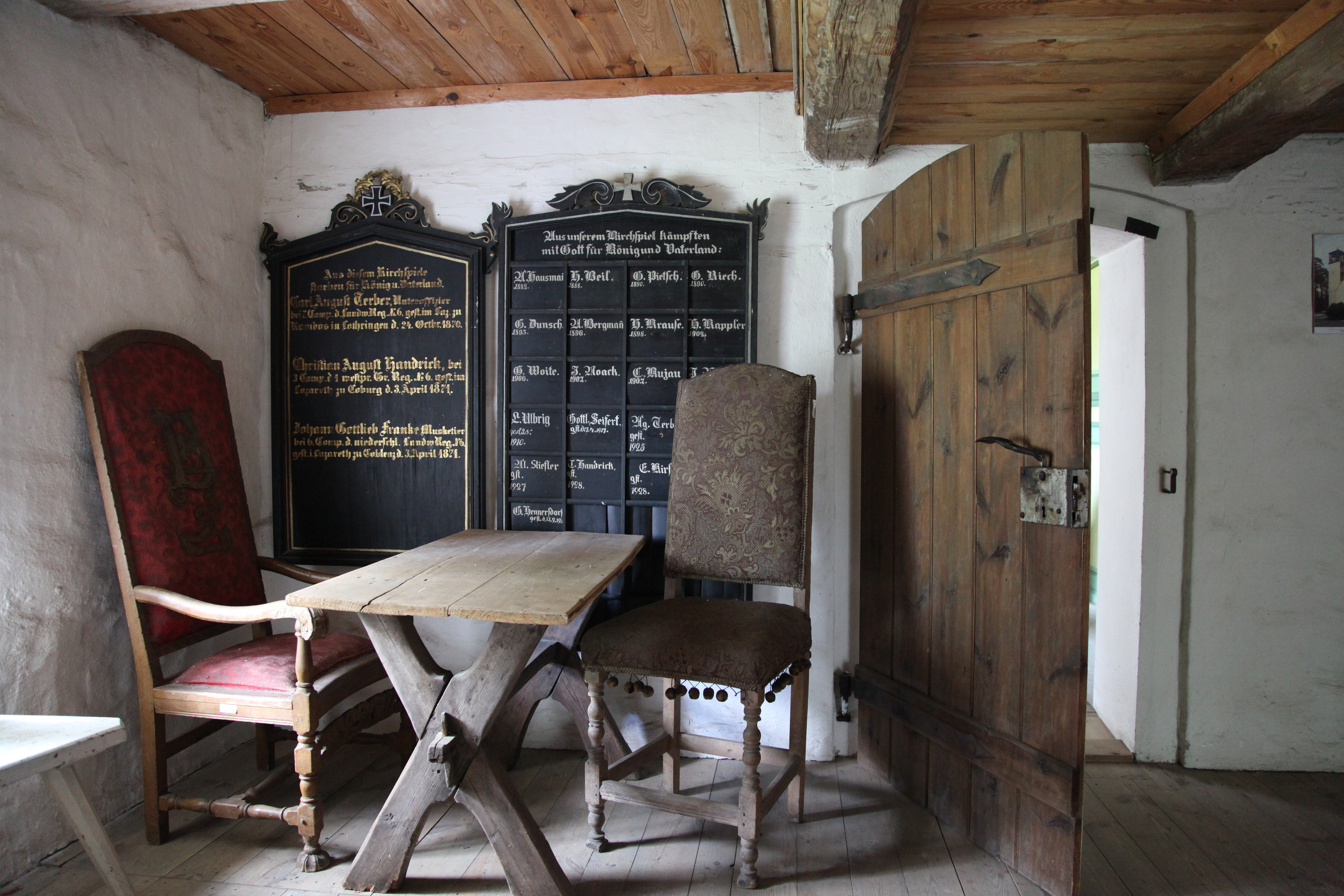
Kriegerdenkmale

## Kirchengemeinde
Im 15. Jahrhundert war die Koseler Kirche eine Filialkirche von Baruth in der Propstei Budissin, spätestens 1540 wurde Kosel eine eigenständige Parochie. Neben den beiden Dorfteilen von Kosel gehörten noch Stannewisch und Zedlig zur Kirchengemeinde, letzteres Dorf wurde 1914 aus der Kirchengemeinde Kreba umgepfarrt. 1651 bis 1662 war Michał Frencel Pfarrer von Kosel, der das Neue Testament ins Sorbische übersetzte und damit eine wesentliche Grundlage für die obersorbische evangelische Schriftsprache legte. Die sorbischsprachigen Gottesdienste in Kosel wurden nach dem Tod des Pfarrers Christoph Lorenz im Jahr 1819 eingestellt, da der Nachfolger die sorbische Sprache nicht beherrschte. Kosel war zu dieser Zeit bereits weitgehend verdeutscht, die rund 30 sorbischen Einwohner gingen für Gottesdienste seitdem nach Petershain.
Bis 1945 gehörte Kosel zur Evangelischen Landeskirche der älteren Provinzen Preußens. Diese zerfiel nach dem Ende des Zweiten Weltkrieges und die Kirchengemeinde Kosel gehörte danach zur Evangelischen Kirche in Schlesien, der späteren Evangelischen Kirche der schlesischen Oberlausitz. Dort gehörte die Kirchengemeinde zum Kirchenkreis Weißwasser. 2004 schlossen sich die Evangelische Kirche der schlesischen Oberlausitz und die Evangelische Kirche in Berlin-Brandenburg zur Evangelischen Kirche Berlin-Brandenburg-schlesische Oberlausitz zusammen, im Januar 2007 fusionierten die Kirchenkreise Weißwasser, Görlitz und Niesky zum Kirchenkreis Niederschlesische Oberlausitz. Dieser ging 2014 im Kirchenkreis Schlesische Oberlausitz auf.
Die Kirchengemeinde Kosel ist mit Daubitz, Hähnichen und Rietschen zum Pfarrsprengel am Weißen Schöps zusammengeschlossen.